# Bản Phùng
Bản Phùng là một xã thuộc huyện Hoàng Su Phì, tỉnh Hà Giang, Việt Nam.

## Địa lý
Xã Bản Phùng nằm ở phía tây của huyện Hoàng Su Phì, cách trung tâm huyện 28 km, có vị trí địa lý
- Phía đông giáp xã Chiến Phố
- Phía tây và nam giáp huyện Xín Mần
- Phía bắc giáp xã Bản Máy.

Xã Bản Phùng có diện tích 16,31 km², dân số năm 2019 là 2.149 người, mật độ dân số đạt 172 người/km².

## Hành chính
Xã Bản Phùng được chia thành 8 thôn: Tô Meo, Na Pha, Cum Pu, Na Léng, Pu Mo, Lùng Cẩu, Thống Nhất, Phủng Cá.

## Lịch sử
Ngày 14 tháng 5 năm 1981, Hội đồng Chính phủ ban hành Quyết định 185/1981/QĐ-CP về việc sáp nhập các xã Bản Pắng, Bản Phùng thành xã Bản Máy và tách các hợp tác xã Đống Chế, Thắng Lợi của xã Bản Phùng vào xã Nàn Xỉn.